# Crush (álbum de 2NE1)
Crush es el segundo álbum de estudio del grupo surcoreano 2NE1. Este fue publicado el 27 de febrero de 2014 en idioma coreano por el sello discográfico YG Entertainment y el 19 de marzo del mismo año en su versión japonesa por el sello discográfico YGEX. Este álbum es considerado pop, pero también contiene elementos de géneros como el R&B, Electro Pop, Dance pop y Hip hop.
El álbum fue precedido por el lanzamiento de 4 sencillos: «Come Back Home» y «Gotta Be You» en Corea del Sur. «I Love You» y «Crush» en Japón.

## Antecedentes
El 15 de enero de 2014 un póster de la gira All Or Nothing fue revelado en la página de su empresa YG, en el cual también se mencionaba el lanzamiento de un nuevo álbum. El 19 de febrero del mismo año se reveló que el álbum tendría 10 canciones nuevas. A excepción de dos: «Scream» la cual ya había sido lanzada en Japón en 2012 y la versión acústica de «Come Back Home». También se reveló que la líder del grupo CL había compuesto varias canciones del álbum y tendría un solo en este.
Inicialmente el lanzamiento del álbum sería el 24 de febrero de 2014 pero YG decidió cambiarla al 27 de febrero para que coincidiera con el cumpleaños de CL el 26 de febrero. El formato físico del álbum salió a la venta el 7 de marzo de 2014.

## Recepción

### Comentarios de la crítica
El álbum tuvo un gran recibimiento por parte de la crítica Corban Goble de uno de los sitios más difíciles de llenar las expectativas "Pitchfork Media" le otorgó al álbum una calificación de 7.3 sobre 10 y destacó la cantidad de géneros que abarca el álbum. El álbum fue elegido por la reconocida revista Rolling Stone como el sexto "Mejor Álbum Pop de 2014" y citaron que la "obra maestra" del álbum era el solo de CL «MTBD». El canal de televisión estadounidense "Fuse" también incluyó al álbum en una de sus listas, citando «después de que sus fanes esperaran más de 4 años para su segundo álbum de estudio, las "fenómenos del Kpop" no los decepcionaron».
Galardones
| Publicación   | Rango | Lista                      |
| ------------- | ----- | -------------------------- |
| Fuse          | 39    | 40 Best Albums of 2014     |
| Rolling Stone | 6     | 20 Best Pop Albums of 2014 |

### Recibimiento comercial
En América el álbum consiguió posicionarse en las primeras 15 posiciones de iTunes Estados Unidos durante varios días, gracias a esto el álbum consiguió posicionarse en el número 61 del Billboard 200 con poco más de 5,000 copias vendidas. Gracias a esto el álbum rompió 2 récords: el álbum se convirtió hasta ese entonces en el álbum coreano más vendido en su primera semana superando a Exodus de EXO y el álbum con mejor posición en el Billboard (superando a Alive de Big Bang y a Mr. Mr. de Girls' Generation, los cuales llegaron al puesto 126 y 110 respectivamente). Estos récords los mantuvieron por poco más de 2 años, hasta Wings y Love Yourself: Her de BTS los cuales las superaron posicionase en el top 20 y 10 del Billboard 200 y vendiendo más de 10,000 copias en su primera semana.
En Asia el álbum logró el segundo puesto en la lista Gaon Album Chart de Corea del Sur, en donde a día de hoy ha vendido cerca de 80,000 copias. Por otro lado en Japón durante su primera semana el álbum logró posicionarse en el puesto 26 de la lista de Oricon, meses después cuando la versión japonesa salió a la venta el álbum consiguió una mejor posición ubicándose en el cuarto puesto de esta misma lista. Las dos versiones han registrado 87 920 combinadas en Oricon (45,920 la coreana y 42,000 la japonesa).

## Promoción

### Gira
All Or Nothing World Tour es la segunda gira musical de 2NE1. La gira inició el 1 de marzo en la ciudad de Seúl (Corea del Sur) y terminó el 17 de octubre en Macao (China).

### Sencillos
El primer sencillo del álbum fue lanzado junto con el álbum este fue «Come Back Home» el cual rápidamente alcanzó las primeras posiciones de las listas digitales en Corea. Durante su primera semana de estreno el sencillo logró posicionarse en el segundo lugar del Gaon Downland Chart con 276,000 copias para la siguiente semana subir a la primera posición con 193,000 copias, para finales de 2014 el sencillo ya había alcanzado 1,294,905 de descargas tan solo en Corea del Sur. Internacionalmente el sencillo se posicionó en el segundo lugar del US World Songs de Billboard. El segundo sencillo «Gotta Be You» fue lanzado el 21 de mayo de 2014, este se coló en la segunda posición de Gaon y fue descargada 930,879 veces.
En Japón fueron lanzados dos sencillos para promocionar la versión japonesa del álbum estos fueron «I Love You» el 19 de septiembre de 2012 y «Crush» el 25 de junio de 2014. El primero vendió 235,692 en Japón y el segundo logró posicionarse en el puesto número 19 del Japan Hot 100.

## Lista de canciones
| N.º   | Título                                                  | Escritor(es)    | Duración |  |
| 1.    | «Crush»                                                 | CL              | 3:14     |  |
| 2.    | «Come Back Home»                                        | Teddy           | 3:50     |  |
| 3.    | «Gotta Be You» (너 아님 안돼; Neo Anim Andwae)          | Teddy, Masta Wu | 3:52     |  |
| 4.    | «If I Were You» (살아 봤으면 해; Sara Bwasseumyeon Hae) | CL              | 3:30     |  |
| 5.    | «Good To You» (착한 여자; Chakhan Yeoja)                | Teddy, G-Dragon | 3:41     |  |
| 6.    | «MTBD» (Solo de CL)                                     | Teddy, CL       | 3:16     |  |
| 7.    | «Happy»                                                 | Teddy           | 3:37     |  |
| 8.    | «Scream» (Versión coreana)                              | CL              | 3:40     |  |
| 9.    | «Baby I Miss You»                                       | CL              | 3:12     |  |
| 10.   | «Come Back Home» (Unplugged versión)                    | Teddy           | 3:14     |  |
| 35:06 |                                                         |                 |          |  |

| Crush (versión japonesa) |                                      |                                                         |          |  |
| N.º                      | Título                               | Escritor(es)                                            | Duración |  |
| 1.                       | «Crush»                              | Sunny Boy                                               | 3:14     |  |
| 2.                       | «Come Back Home»                     | Teddy, Sunny Boy                                        | 3:49     |  |
| 3.                       | «Gotta Be You»                       | Teddy, Masta Wu, Sunny Boy                              | 3:51     |  |
| 4.                       | «Do You Love Me»                     | Teddy, Sunny Boy                                        | 3:35     |  |
| 5.                       | «Happy»                              | Teddy, Sunny Boy                                        | 3:37     |  |
| 6.                       | «Falling In Love»                    | Teddy, Choice37, Sunny Boy                              | 3:46     |  |
| 7.                       | «I Love You»                         | Teddy, Sunny Boy, Tatsuji Ueda, Izumi Soratani, Keisuke | 3:57     |  |
| 8.                       | «If I Were You»                      | Ritsuko Tanifuji                                        | 3:30     |  |
| 9.                       | «Missing You»                        | Teddy Tatsuji Ueda                                      | 3:39     |  |
| 10.                      | «Come Back Home» (Unplugged versión) | Teddy, Sunny Boy                                        | 3:14     |  |
| 36:12                    |                                      |                                                         |          |  |

## Posicionamiento en listas

### Semanales
| Corea del Sur  | Gaon Album Chart    | 2  |
| Estados Unidos | Billboard 200       | 61 |
| Estados Unidos | Independient Albums | 9  |
| Estados Unidos | World Albums        | 2  |
| Japón          | Oricon Album Charts | 4  |

## Ventas y certificaciones
| País                       | Ventas |
| -------------------------- | ------ |
| Corea del Sur (Gaon Chart) | 71,000 |
| Estados Unidos (Billboard) | 10 000 |
| Japón (Oricon)             | 87 920 |

## Historial de lanzamientos
| País          | Fecha                 | Formato                                               | Idioma  | Distribuidor               |
| ------------- | --------------------- | ----------------------------------------------------- | ------- | -------------------------- |
| Corea del Sur | 27 de febrero de 2014 | Descarga digital                                      | Coreano | YG Entertainment, KT Music |
| Corea del Sur | 7 de marzo de 2014    | CD                                                    | Coreano | YG Entertainment, KT Music |
| Japón         | 19 de marzo de 2014   | CD, Descarga digital                                  | Japonés | YGEX, Avex Group           |
| Taiwán        | 3 de abril de 2014    | CD + Colgante (Versión Negra) CD + DVD (Versión Rosa) | Coreano | Warner Music Taiwán        |
| Filipinas     | 29 de marzo de 2014   | CD                                                    | Coreano | Warner Music Philippines   |